# 보타포구 FC (상파울루주)
보타포구 FC(Botafogo Futebol Clube)는 브라질 상파울루주 히베이랑프레투를 연고로 하는 축구 클럽으로, 1918년 10월 12일에 창단되었다. 연고지 상파울루 주의 약어를 따 보타포구-SP로도 표기된다. 2018년 현재 브라질 3부 리그인 캄페오나투 브라질레이루 세리이 C와 상파울루 주리그인 캄페오나투 파울리스타에 참가하고 있다.

## 역사
20세기 초, 히베이랑프레투는 축구팀 간의 경쟁이 과했었다. 이로 인해 도시를 대표할만한 구단이 없었고, 챔피언십에서 좋은 성적을 낼만한 구단이 나오지 않았다. 1918년 구 모지아나 철도회사와 안타르크치카 파울리스타의 노동자들이 "바르 피라냐"에서 모임을 가졌으며, 축구단의 병합이 논의되었었다. 논의 결과 도시를 대표할 새로운 축구단의 창단이 의결되었으나, 축구단 명칭에 대해서는 쉽게 결론이 지어지지 않았다. 이내 한 구성원이 과열된 논쟁을 잠식시켰고, 새로운 구단의 명칭으로 보타포구 푸치보우 클루비가 정해졌다. 이는 보타포구 FR의 영향을 받은 것으로 보이지는 않았다.
보타포구의 첫 경기는 프랑카에서 펼쳐졌으며, 상대팀은 EC 풀젠시우였다. 경기는 보타포구 FC의 1-0 승리로 종료되었다. 1927년 보타포구 FC는 상파울루 주 지방컵에서 우승하며, 구단 역사상 첫번째 타이틀을 거머쥐었다. 1956년 캄페오나투 파울리스타 2부리그에서 우승을 차지하였다.
1962년 구단은 아르헨티나로 투어를 떠났으며, 보카 주니어스를 상대로 1-2 패, 에스투디안테스 데 라플라타를 상대로 5-2 대승을 거두며, 명성을 높이기 시작하였다. 1977년 캄페오나투 파울리스타의 개막컵에서 상파울루 FC를 꺾고 우승을 차지하였다.
1996년 캄페오나투 브라질레이루 세리이 C에서 준우승, 1998년에는 캄페오나투 브라질레이루 세리이 B에서 준우승을 거두며 성공을 이어나가고 있었다. 2001년 지방팀으로는 뛰어난 성적인 파울리스탕 준우승을 일궈냈다.
그러나 2005년 구단은 출전불가능한 선수를 출전시키며, 파울리스타 축구 협회에 의해 징계를 받으며 파울리스탕 A3리그로 강등되었다. 2009년 구단은 파울리스탕 A1으로 복귀하였다. 2010년 캄페오나투 브라질레이루 세리이 D에 참가하며, 전국리그 복귀식을 치렀다. 2015년 히베르 AC를 꺾고 세리이 D에서 우승을 거두며, 구단 역사상 최초로 전국 리그 트로피를 들어올리게 되었다.

## 수상
- 캄페오나투 브라질레이루 세리이 B
  - 준우승 (1) : 1998
- 캄페오나투 브라질레이루 세리이 C
  - 준우승 (1) : 1996
- 캄페오나투 브라질레이루 세리이 D
  - 우승 (1) : 2015

## 선수 명단

### 현역
참고: FIFA 자격 규정에 따라 소속된 국가대표팀 국기를 표시합니다. 선수는 복수의 FIFA 비회원국 국적을 가지고 있을 수 있습니다.
| 번호 | 포지션 | 국적     | 이름                          |
| ---- | ------ | -------- | ----------------------------- |
| -    | DF     |          | 가브리엘 리소 패트론          |
| -    | DF     | 에콰도르 | 올란도 잠폴 에레라 마르티네스 |
| -    | MF     |          | 알레조 마틴 드라미시노        |

| 번호 | 포지션 | 국적 | 이름              |
| ---- | ------ | ---- | ----------------- |
| -    | MF     |      | 레안드로 마시엘   |
| -    | MF     | 가나 | 사비트 압둘라이   |
| -    | FW     |      | 조나스 토로       |
| -    | FW     |      | 레안드로 페레이라 |
| -    | FW     |      | 호비뉴            |

## 역대 감독
| 감독                               | 임기   |
| ---------------------------------- | ------ |
| 소크라치스                         | 1994   |
| 아르제우 푸크스                    | 2011   |
| 마르쿠 안토니우 지 프레이타스 필류 | 2011 ~ |